# Songs of Silence
Songs of Silence е първият лайф албум на финландската пауър метъл група Соната Арктика. Японското и корейското издания имат специална обложка и бонус песен, а тяхната първа реализация на пазара, включва втори диск с три песни.

### Първи диск
1. „Intro“
2. „Weballergy“
3. „Kingdom For a Heart“
4. „Sing In Silence“
5. „False News Travel Fast“
6. „Last Drop Falls“
7. „Respect the Wilderness“
8. „FullMoon“
9. „The End of This Chapter“
10. „The Power Of One“ (бонус песен към азиатското издание)
11. „Replica“
12. „My Land“
13. „Black Sheep“
14. „Wolf & Raven“

### Втори диск
(Само в първото азиатско издание)
1. „Blank File“
2. „Land Of The Free“
3. „Peacemaker“ (студийна версия)

## Участници
- Тони Како – вокали
- Яни Лииматайнен – китара
- Томи Портимо – ударни
- Марко Паасикоски – бас китара
- Мико Харкин – клавишни